# Fight Night Champion
Fight Night Champion es un videojuego de boxeo desarrollado por EA Sports, la quinta parte de la serie de juegos de simulación de boxeo Fight Night. Entre la lista de boxeadores para jugar se encuentran actuales, así como también boxeadores retirados y de otras épocas. El juego está disponible para PlayStation 3 y Xbox 360.

## Elenco

### Peso pesado
- Muhammad Ali
- Cristóbal Arreola
- Eddie Chambers
- Jack Dempsey
- Eric "Butterbean" Esch
- David Haye
- Evander Holyfield
- Jack Johnson
- Vitali Klitschko
- Wladimir Klitschko
- Lennox Lewis
- Sonny Liston
- Joe Louis
- Rocky Marciano
- Joe Frazier
- George Foreman
- Joe Frazier
- Floyd Patterson
- Mike Tyson
- Tommy Morrison

### Peso mediopesado
- Joe Calzaghe
- Chad Dawson
- Bernard Hopkins
- Roy Jones, Jr.

### Peso mediano
- Marvelous Marvin Hagler
- Jake LaMotta
- Erislandy Lara
- Daniel Jacobs
- Sugar Ray Leonard
- Peter Manfredo, Jr.
- Anthony Mundine
- Carlos Monzón
- Sergio Mora
- Kelly Pavlik
- Sugar Ray Robinson
- Jermain Taylor
- Fernando Vargas
- Ronald Wright

### Peso wélter
- Emanuel Augustus
- Timothy Bradley
- Julio César Chávez
- Miguel Cotto
- Óscar De La Hoya
- Ricky Hatton
- Thomas Hearns
- Kendall Holt
- Zab Judah
- Ray Leonard
- Shane Mosley
- Víctor Ortiz
- Manny Pacquiao

### Peso ligero
- Diego Corrales
- Roberto Durán
- Robert Guerrero
- Jesse James Leija
- Vinny Paz
- Pernell Whitaker

### Peso pluma
- Billy Dib
- Yuriorkis Gamboa
- Kevin Kelley

### Peso gallo
- Nonito Donaire

## Escenarios
| Localización            | Ciudad           | País           |
| ----------------------- | ---------------- | -------------- |
| Boardwalk Hall          | Atlantic City    | Estados Unidos |
| MGM Grand Garden Arena  | Las Vegas        | Estados Unidos |
| New York Arena          | Nueva York       | Estados Unidos |
| Thomas & Mack Center    | Las Vegas        | Estados Unidos |
| Windy City Boxing Club  | Chicago          | Estados Unidos |
| Aragon Ballroom         | Chicago          | Estados Unidos |
| State Palace Theatre    | Nueva Orleans    | Estados Unidos |
| Carisi's Gym            | Filadelfia       | Estados Unidos |
| Metro Manila Arena      | Manila           | Filipinas      |
| Mexico City Plaza       | Ciudad de México | México         |
| Royal London Theatre    | Londres          | Inglaterra     |
| Vancouver Eastside Gym  | Vancouver        | Canadá         |
| Tokyo Kings Fight Club  | Tokio            | Japón          |
| Big Bear Boxing Gym     | Big Bear Lake    | Estados Unidos |
| Motor City Boxing Club  | Detroit          | Estados Unidos |
| All England Boxing Club | N/A              | Estados Unidos |
| Berlin Boxing Club      | Berlín           | Alemania       |
| Puerto Rico Gym         | N/A              | Puerto Rico    |
| Azteca Club de Boxeo    | N/A              | México         |
| North Philly Gym        | Filadelfia       | Estados Unidos |
| Cowboys Stadium         | Arlington, Texas | Estados Unidos |

## Marcas y Vestuario
Grant
 Jordan
 Everlast
 Nike
 Rival
 Lonsdale
 Reebok
 Adidas
 Reigning Champ
 EA Sports

## Banda sonora
Aloe Blacc - I Need A Dollar
 Atmosphere - The Loser Wins
 Black Milk - Round Of Applause
 Chiddy Bang - Old Ways
   DJ Khalil ft. Chin Injeti & Daniel Tanenbaum - China
   DJ Khalil ft. Chin Injeti & Daniel Tanenbaum - Live 4 Tomorrow
   DJ Khalil ft. Chin Injeti & Daniel Tanenbaum - Organ Man
   DJ Khalil & Chin Injeti - Running Thru
   DJ Khalil & Chin Injeti - Red
 El-P - Meanstreak (In 3 Parts)
  Lyrics Born - I’m The Best (Funky Fresh In The Flesh)
 Murs & 9th Wonder ft. Sick Jordan & Uncle Chucc - The Problem Is…
 N.E.R.D. - I Wanna Jam
 Konrad Old Money - Quixotic
 Konrad Old Money - Sesquapedalian
 Konrad Old Money - Stentorian
 Plan B - What Yo Gonna Do
  Shad - Keep Shining
 The Black Keys - Sinister Kid
 The Roots - How I Got Over
 The Roots ft. John Legend - The Fire
 The Roots - The Fire (Orchestral Mix)
 Thunderball ft. Mustafa Akbar - Make Your Move
 Tinie Tempah - Intro